# Allard Pierson

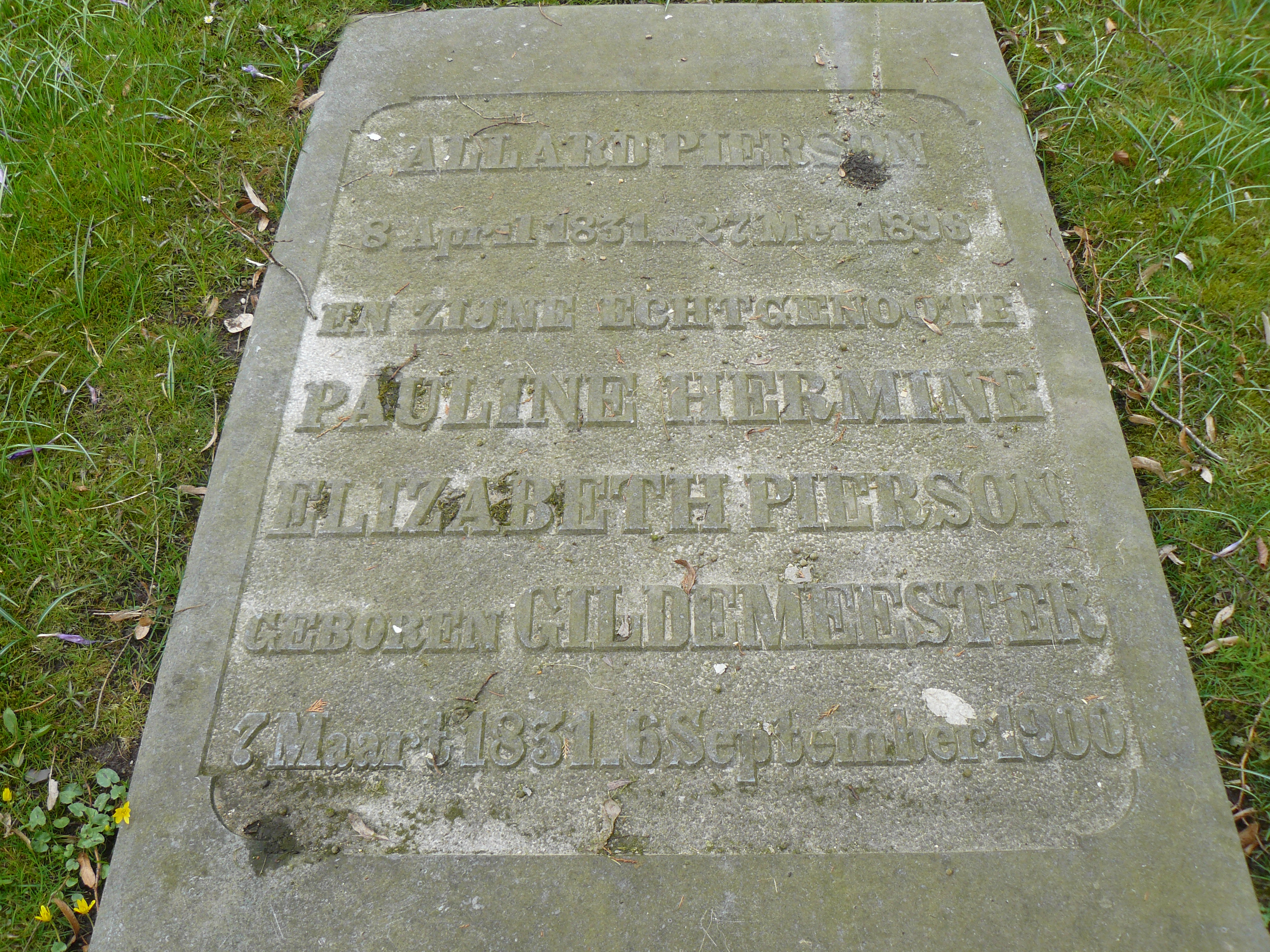
Graf van Allard Pierson en zijn echtgenote Pauline Gildemeester op de Algemene begraafplaats Zutphen

Allard Pierson (Amsterdam, 8 april 1831 - Almen, 27 mei 1896) was een Nederlandse predikant, theoloog, kunsthistoricus en taalkundige.

## Familie
Allard Pierson was lid van de Waals hervormde familie Pierson en een zoon van de koopman Jan Lodewijk Gregory Pierson en de schrijfster Ida Oyens (lid van de familie Oijens). Hij kwam uit een aanzienlijke Amsterdamse koopmansfamilie, die tot de kringen rond het Réveil behoorde. Hij was een broer van Nicolaas Pierson en Hendrik Pierson; de kunstschilder Herman ten Kate was met zijn zus getrouwd. Pierson trouwde in 1854 met Pauline Hermine Elizabeth Gildemeester (Amsterdam, 7 maart 1831 - Scheveningen, 6 september 1900). Uit dit huwelijk werden zes kinderen geboren, onder wie Jan Lodewijk Pierson sr. In zijn laatste levensjaar bewoonde Pierson Huize Velhorst in Almen (vlak bij Zutphen), waar hij op 65-jarige leeftijd is overleden.

## Loopbaan
Pierson studeerde van 1849 tot 1854 theologie in Utrecht en Leiden, alvorens hij van 1854 tot 1857 predikant was te Leuven. Vanaf 1857 was hij predikant bij de Waalse gemeente te Rotterdam. In 1865 besloot hij uit de kerk te treden vanwege zijn modernistische inzichten, die niet meer te verzoenen waren met zijn ambt. In 1870 werd hij hoogleraar theologie te Heidelberg. Pierson was van 1877-1895 de eerste hoogleraar in kunstgeschiedenis, esthetica en moderne talen en letteren aan de Universiteit van Amsterdam. Het verschijnen van zijn De Bergrede in 1878 wordt als beginpunt van de Nederlandse Radicale Kritiek beschouwd.
Pierson behoorde tot de fijnzinnigste geesten uit het Nederlandse culturele leven van de 19e eeuw. Tijdens zijn hoogleraarschap in Amsterdam legde hij een verzameling gipsafgietsels van klassieke beelden aan. Het Allard Pierson Museum, waar deze collectie zich nog steeds bevindt, is naar hem genoemd.
Allard Pierson ligt tezamen met zijn echtgenote Pauline Gildemeester begraven op de Algemene begraafplaats aan de Warnsveldseweg te Zutphen.

## Werken
Overzicht van werken van Allard Pierson:
- Disquisitio historico-dogmatica de realismo et nominalismo (1854)
- Bespiegeling, gezag en ervaring (1855)
- Een pastory in den vreemde (1858)
- Intimis (1861, 5e druk 1881)
- De oorsprong der moderne rigting (1862)
- Rigting en leven (1863; 2e druk 1883)
- Adriaan de Mérival (1866)
- Geschiedenis van het roomsch-katholicisme tot op het concilie van Trente (1868-1872)
- Willem de Clercq naar zijn dagboek (1870-1873)
- Eene levensbeschouwing (1878)
- De bergrede en andere synoptische fragmenten. Een historisch-kritisch onderzoek met een inleiding over enkele leemten in de methode van de kritiek der Evangeliën (1878)
- Studiën over Johannes Kalvijn (1881)
- Gedichten (1882)
- Wijsgeerig onderzoek. Kritische prolegomena van esthetiek (1882)
- Nieuwe studiën over Johannes Kalvijn (1883)
- Geestelijke voorouders. Deel 1: Israël (1887)
- Geestelijke voorouders (4 delen) (1887-1907)
- Oudere tijdgenooten (1888)
- Jongere tijdgenoten (1889-1890)
- Geestelijke voorouders. Deel 2: Hellas (1891-1893)
- Hellas (1891-1893)[bron?]
- Het hellenisme (2 delen) (1893)
- Geestelijke voorouders. Deel 4: Byzantium (1902)
- Geestelijke voorouders. Deel 3: Het Hellenisme (1907)
- Het hellenisme. Deel 1: Athene, Alexandrië, Antiochië (1907)
- Het hellenisme. Deel 2: Pergamum, Rome (1907)